# Коџи Наката
Коџи Наката (јап. 中田 浩二; 9. јул 1979) бивши је јапански фудбалер.

## Каријера
Током каријере је играо за Кашима Антлерс, Олимпик Марсељ, Базел.

## Репрезентација
За репрезентацију Јапана дебитовао је 2000. године. Наступао је на два Светска првенства (2002. и 2006. године) с јапанском селекцијом. За тај тим је одиграо 57 утакмица и постигао 2 гола.

## Статистика
| Јапан  | Јапан   | Јапан  |
| Година | Наступи | Голови |
| ------ | ------- | ------ |
| 2000.  | 7       | 0      |
| 2001.  | 13      | 0      |
| 2002.  | 13      | 0      |
| 2003.  | 7       | 0      |
| 2004.  | 6       | 2      |
| 2005.  | 8       | 0      |
| 2006.  | 2       | 0      |
| 2007.  | 1       | 0      |
| Укупно | 57      | 2      |

## Трофеји

### Клуб
- Џеј лига (5): 1998., 2000., 2001., 2008., 2009.
- Лига Куп Јапана (2): 2000., 2010.
- Царски куп (4): 2000., 2002., 2011., 2012.

### Јапан
- Азијски куп (1): 2004.